# Hartmannswillerkopf

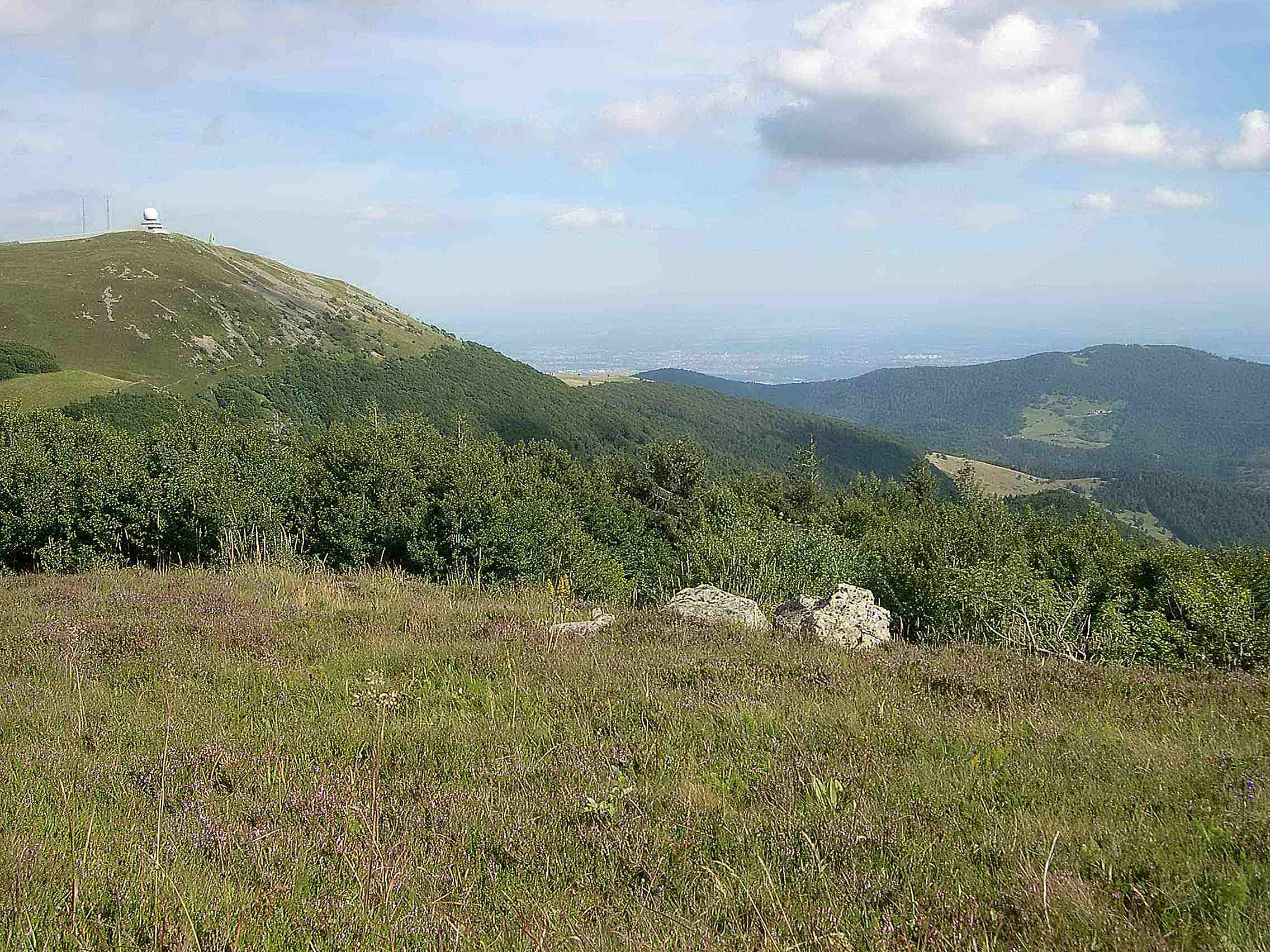
Vy från Storkenkopf mot sydost: till vänster Große Belchen, i mitten Hartmannswillerkopf, till höger Molkenrain, i bakgrunden Oberrheinebene

Hartmannswillerkopf är en bergstopp i sydöstra Vogeserna, Frankrike, nordväst om Mulhouse, 956 meter över havet.
I början av första världskriget var såväl de tyska som de franska ställningarna dragna tvärs över höjden. Efter omfattande strider kom den i slutet av 1915 helt i tysk besittning.

## Strider
Fransmän och tyskar kämpade för att kontrollera bergstoppen under första världskriget. Striderna ägde rum under hela 1915. 30 000 personer dog nära Hartmannswillerkopf under första världskriget, med de flesta döda på den franska sidan. Efter cirka 11 månaders hård kamp började båda sidor vända det mesta av sin uppmärksamhet längre norrut på västfronten. Endast tillräckligt många män för att hålla linjerna fanns kvar på Hartmannswillerkopf. Linjerna förblev relativt stabila under resten av kriget och i allmänhet ägde endast artilleridueller rum.

## Relikter
Krigets fyra år lämnade spår och relikter som är synliga på Hartmannswillerkopf än idag. Kullen var ursprungligen skogbevuxen, men är nu övervuxen med gräs och glest stående träd. Särskilt under de första två åren av kriget försvann skogen helt som ett resultat av striderna. Ett välbevarat system med cirka 6 000 tunnlar och skydd och 90 kilometer skyttegravar och kratrar vittnar ännu om det stillastående skyttegravskriget.

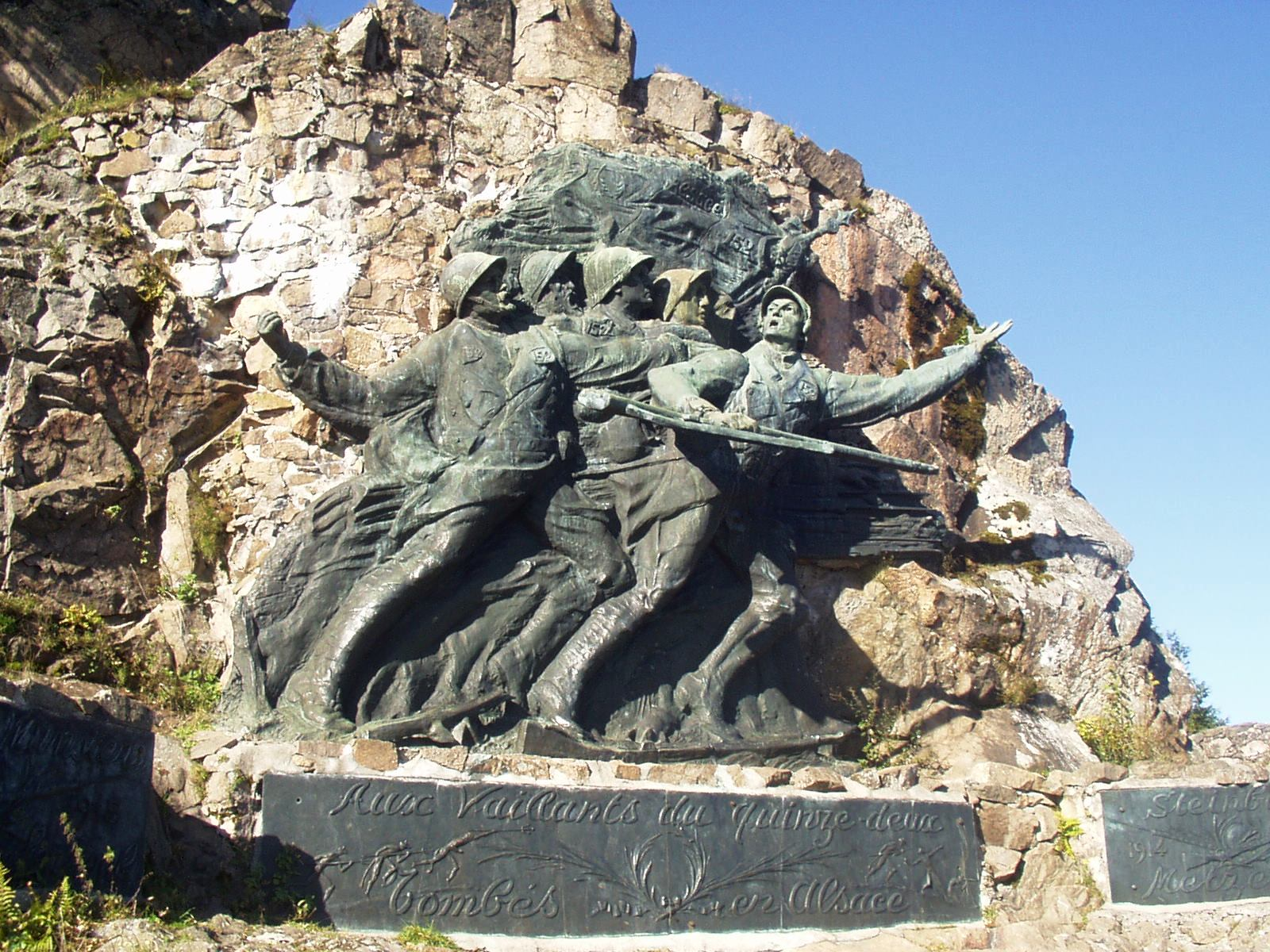
Minnesmärket på Hartmannswillerkopf

## Minnesmärket på Hartmannswillerkopf
Idag är området ett franskt nationalmonument. Det finns ett museum och en kyrkogård på platsen. Eftersom linjerna var stillastående under en så lång period, är skyttegravarna mycket väl bevarade, särskilt på den tyska sidan av frontlinjen.
Den 3 augusti 2014 markerade Frankrikes president Francois Hollande och Tysklands president Joachim Gauck tillsammans hundraårsjubileet för Tysklands krigsförklaring mot Frankrike genom att lägga den första stenen till ett minnesmärke på Hartmannswillerkopf för de franska och tyska soldater som dödades i detta område under kriget.
I november 2017 öppnades det fransk-tyska museet (Historial), en symbol för försoning, av de båda ländernas presidenter, Emmanuel Macron och Frank-Walter Steinmeier.
Minnesmärket på tillfartsvägen till Hartmannswillerkopf minner om de fallna soldaterna: Det består av den franska nationella kyrkogården Nécropole nationale du Silberloch - Hartmannswillerkopf och en krypta med ett katolskt, protestantiskt och judiskt altare som uppfördes i november 1918 och sattes under monumentskydd 1921. Med omkring 250 000 besökare (2009) på den lättillgängliga plattformen på krigskyrkogården och cirka 20 000 betalande besökare i kryptan är minnesmärket ett av de mest populära turistmålen i Alsace.